# 黃宏 (弘治進士)
黃宏（1470年—1519年），字德裕，南京京衛籍浙江鄞縣人。明朝官员。

## 生平
應天府六合縣學生，弘治十四年（1501年）應天府鄉試第一百十名舉人，弘治十五年（1502年）聯捷壬戌科進士。次年任萬安縣知縣。累遷南京禮部郎中，正德十一年（1516年）十月升江西布政司左參議。正德十四年（1519年），宁王朱宸濠反叛，黃宏被俘，愤而擊項自盡，時年五十。《明史》将其事列入忠义传。

## 家族
曾祖父黃子良；祖父黃福緣；父黃永慶，母張氏。具庆下。兄黄宝。